# Капиккьони, Джан-Карло
Джан-Карло Капиккьони (итал. Gian Carlo Capicchioni; род. 19 февраля 1956, Борго-Маджоре, Сан-Марино) — сан-маринский политик, капитан-регент Сан-Марино с 1 октября по 1 апреля 2014 года, вместе с Анной Марией Муччоли.

## Биография
Джан-Карло Капиккьони родился в феврале 1956 года в Борго-Маджоре. С 2003 по 2006 год возглавлял крупнейшую коммуну в стране Серравалле. В Большой генеральный совет избирается с 2003 года по списку партии социалистов и демократов (тогда Сан-Маринской социалистической партии). С 1 апреля 2013 года являлся капитаном-регентом Сан-Марино. Через полгода освободил этот пост.

## Семья
Джан-Карло Капиккьони женат, имеет одного сына.